# Reggie (namn)

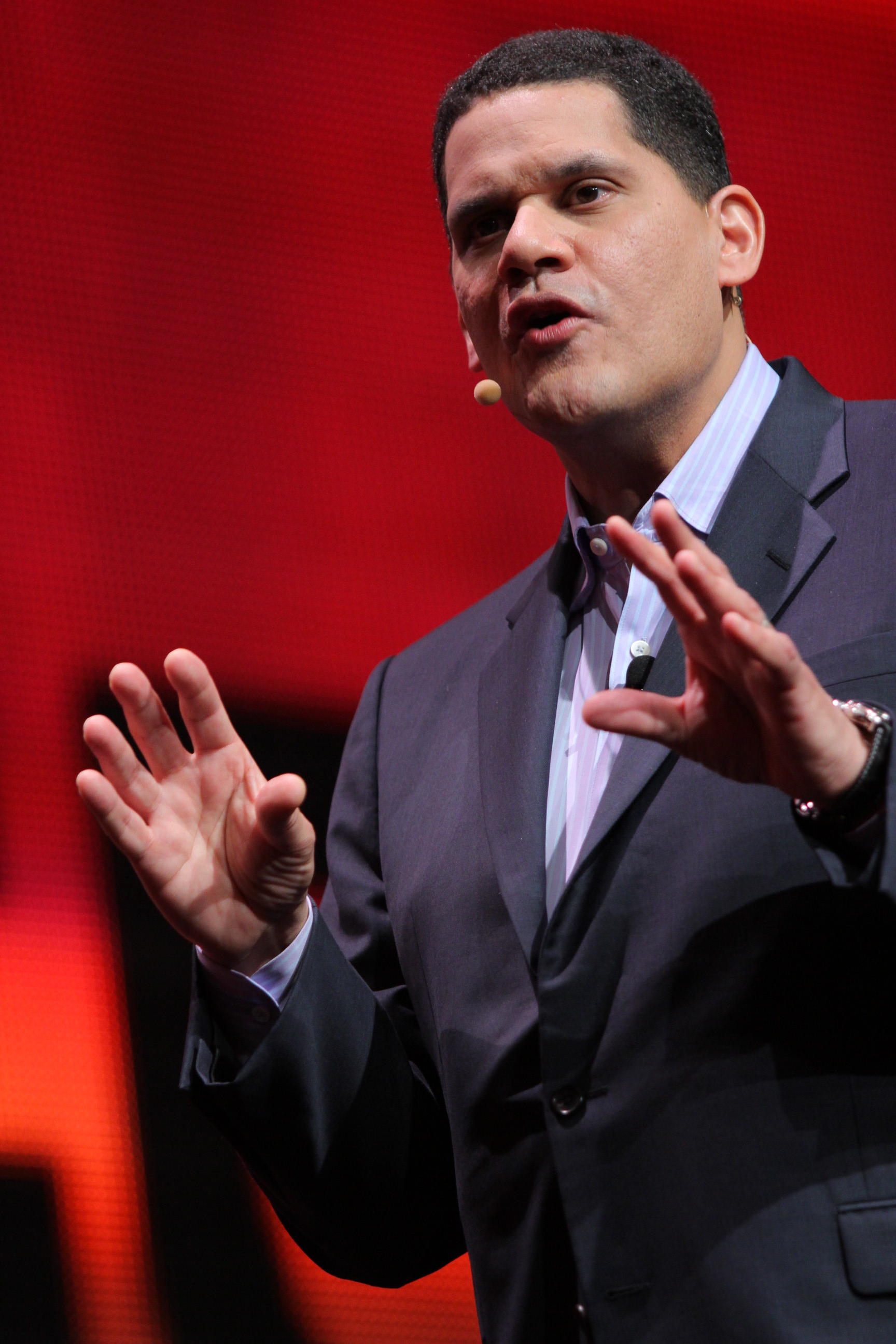
Reggie Fils-Aimé, 2011.

Reggie är ett engelskt namn. Mansnamnet är kort för Reginald och kvinnonamnet kort är för Regina.

## Kvinnor med Reggie som förnamn
- Reggie Nadelson, amerikansk kriminalförfattare, journalist och dokumentärfilmare

## Män med Reggie som förnamn
- Reggie Fils-Aimé, amerikansk affärsman
- Reggie Jackson, amerikansk basebollspelare
- Reggie Leach, kanadensisk ishockeyspelare
- Reggie Lucas, amerikansk musiker
- Reggie McGrew, amerikansk utövare av amerikansk fotboll
- Reggie Miller, amerikansk basketspelare
- Reggie Noble, amerikansk musiker känd som Redman
- Reggie Workman, amerikansk musiker